# Abraham Guillén (fotografo)
Abraham Guillén Melgar (1901-1985) fue un fotógrafo peruano que colaboró especializado en el registro científico del patrimonio. Colaboró en numerosas ocasiones con investigadores como José Sabogal, Jorge Muelle, José María Arguedas, entre otros.